# Guerre scolaire (1907-1914)
Vous lisez un « bon article » labellisé en 2020.
Pour les articles homonymes, voir Guerre scolaire.
« Seconde guerre des Manuels » redirige ici. Pour les autres significations, voir Guerre des Manuels.

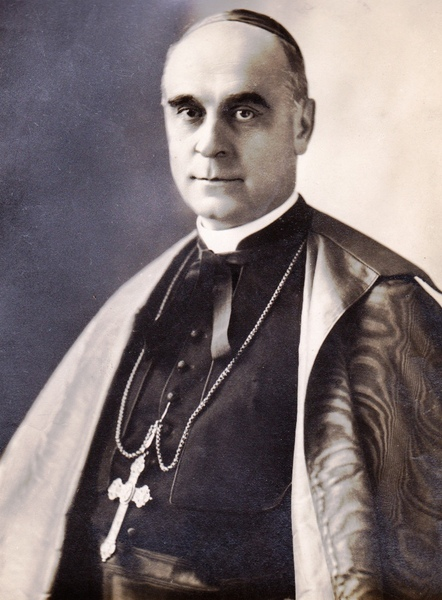
Le cardinal Merry del Val, secrétaire d'État du pape Pie X et acteur majeur de la guerre scolaire du côté de la hiérarchie catholique.

La guerre scolaire des années 1900-1910 est un ensemble de débats politiques et de conflits sociaux portant sur la place de la religion dans l'enseignement en France. Elle découle de la situation politique créée par la loi de séparation des Églises et de l'État et éclate véritablement en 1907, lors de l'affaire Morizot, qui concerne un instituteur accusé d'avoir tenu des propos antireligieux.
Le Gouvernement, sous la pression de la Ligue de l'enseignement, dépose alors un projet de loi pour soustraire les instituteurs aux tribunaux civils et mettre à l'amende les familles qui refusent de faire suivre à leurs enfants les cours de morale laïque. La riposte de la hiérarchie catholique est immédiate : dans sa déclaration de septembre 1908, l'épiscopat français s'oppose à la nouvelle législation et réaffirme le droit de regard des familles sur l'éducation dispensée à l'école publique. Au cours des mois qui suivent, les cardinaux français — sous la direction de l'intransigeant Rafael Merry del Val — travaillent à redéfinir la doctrine scolaire de l’Église de France, aboutissant en septembre 1909 au rejet de la neutralité scolaire, à la préférence donnée à l'école libre et à la condamnation d'une quinzaine de manuels scolaires.
De fait, c'est le début d'une « guerre des manuels », véritable répétition de celle qui a agité la France entre 1882 et 1883. Cependant, les nouveautés qui se font jour sont le rôle important dévolu aux organisations catholiques — Société générale d'éducation et d'enseignement, Ligue patriotique des Françaises, Associations des pères de familles, etc. — et une mobilisation qui s'inscrit dans la durée. 
La crise se poursuit pendant plusieurs années, les radicaux bataillant jusqu'en 1914 pour faire voter leurs projets de « défense laïque ». L'Union sacrée qui préside aux débuts de la Première Guerre mondiale vient alors mettre fin aux hostilités scolaires. In fine, si l'enseignement laïque a survécu au conflit, l'école chrétienne, elle, en sort avec des effectifs grandis et bénéficie de toute l'attention de la hiérarchie catholique française. La guerre scolaire a aussi permis à Pie X d'affirmer sa préséance sur l'épiscopat français, faisant plier, au moins pour un temps, le gallicanisme.

## Contexte
La première guerre scolaire du XXe siècle débute alors que les passions soulevées par les débats de laïcisation de la société française commencent à peine à s'éteindre. Cet apaisement est en effet de courte durée : la question scolaire, qui n'était pas au premier plan des troubles qui ont secoué la France, trouve avec la situation post-Séparation un terrain fertile pour déchaîner les passions françaises.

### Laïcisation par la République radicale
À la suite de l'affaire Dreyfus et des élections législatives de 1902, le Gouvernement français est dominé par les radicaux. Ceux-ci font de l'anticléricalisme leur cheval de bataille et sont à l'origine de nombreuses lois de laïcisation de la société française, notamment la loi de 1904 sur les congrégations et la loi de séparation des Églises et de l'État du 9 décembre 1905. L'article 30 de la loi précise que « conformément aux dispositions de l’article 2 de la loi du 28 mars 1882, l’enseignement religieux ne peut être donné aux enfants âgés de six à treize ans inscrits dans les écoles publiques qu’en dehors des heures de classe ».
Cette rupture unilatérale du Concordat est fermement condamnée par le pape Pie X et son conseiller Mgr Rafael Merry del Val, d'autant plus que les radicaux avaient déjà montré leur hostilité à la papauté en rompant les relations diplomatiques entre la France et le Saint-Siège en 1904. Le 11 février 1906, par l'encyclique Vehementer nos, le Pape s'oppose à la Séparation qu'il juge dangereuse pour l'ordre surnaturel.
Les relations entre la Troisième République et les catholiques continuent ensuite de s'envenimer avec la querelle des Inventaires, qui voit notamment la chute du gouvernement Rouvier. En août 1906, Pie X s'oppose à la constitution d'association cultuelles pour gérer les biens de l’Église, si bien que la loi du 2 janvier 1907 prononce l'expulsion des évêques, des curés et des séminaristes des palais épiscopaux, des presbytères et des séminaires. C'est dans ce contexte religieux complexe que va débuter la guerre scolaire.

### La question scolaire
Avant la Séparation, l'enseignement catholique était confié aux congrégations et n'impliquait que très peu les laïcs et le clergé régulier. Mais la loi de 1901, puis l'interdiction des congrégations enseignantes par la loi de 1904 vont bouleverser l'enseignement libre. En effet, avec la dispersion des congrégations, beaucoup d'écoles libres disparaissent. L'épiscopat français mène alors de front deux combats : premièrement, la réorganisation des écoles catholiques avec un personnel à la fois issu du laïcat et des religieux sécularisés ; deuxièmement, une surveillance accrue de l'école publique qui a profité de la déconfiture des congrégations pour grossir les rangs de ses élèves.
En effet, les instituteurs de l'école laïque font dans leur ensemble preuve de moins de retenue : du fait de leur laïcisme militant, parfois doublé de socialisme ou d'antimilitarisme, ils font des entorses régulières à la neutralité scolaire telle que définie par Jules Ferry. Les écoles normales, creusets de l'anticléricalisme, contribuent à cet état de fait. D'autre part, depuis la Séparation, les évêques de France ont retrouvé leur liberté et ne cherchent plus, comme ils le faisaient dans la période qui la précédait, à se restreindre pour se concilier le Gouvernement. Désormais, ils n'entendent plus fermer les yeux sur une situation qu'ils jugent intolérable : aussi, certains évêques organisent des associations de parents d'élèves pour surveiller l'école publique et tous invitent leurs ouailles à la méfiance. La combinaison du militantisme des enseignants avec la vigilance inquiète des catholiques va fournir un terreau fertile au déclenchement de l'affaire Morizot, et dans un deuxième temps à l'embrasement de la guerre scolaire.

## Déroulement

### Affaire Morizot (1907-1908)
Début 1907, Girodet, un père de famille, porte plainte contre Morizot, un instituteur laïc de Viévigne, en Côte-d'Or, pour avoir tenu devant la classe mixte qu'il avait sous sa responsabilité les propos nettement antipatriotiques et antireligieux suivants : « Les soldats français sont des voyous et des lâches » ; « Les Allemands ont bien fait, en 1870, de tuer les enfants au berceau » ; « Ceux qui croient en Dieu sont des imbéciles » ; « Il ne faut pas se confesser auprès du curé, mais auprès de ceux à qui vous avez fait du tort » ; « Le bon Dieu, c'est un porte-monnaie bien garni » ; « Il n'y a pas de différence entre la vache et l'homme car ils ont une queue tous les deux ».
Cette plainte est déposée devant le tribunal civil, mais la juridiction de première instance se déclare incompétente. Le père de famille ayant interjeté un appel auprès de la Cour d'appel de Dijon, cette dernière se déclare compétente. Cette décision provoque immédiatement la réaction d'Arthur Dessoye, député de la Haute-Marne et secrétaire général de la Ligue de l'enseignement. Il conteste la procédure et s'insurge contre ce qu'il considère comme une campagne contre l'école laïque.
Le Gouvernement, qu'il somme d'intervenir, décide une saisie du tribunal des conflits pour qu'il prononce le dessaisissement de la cour de Dijon. En effet, il considère que l'instituteur, en tant que fonctionnaire, doit être poursuivi devant une juridiction administrative — ce qui permettrait notamment au Gouvernement d'influencer le jugement — et non une juridiction civile traditionnelle. Le 2 juin 1908, c'est un coup de théâtre : le tribunal des conflits reconnaît la cour de Dijon compétente. Le tribunal reconnaît en effet qu’« un instituteur public, qui tient dans sa classe des propos violant gravement la neutralité scolaire en matière religieuse, se rend coupable, à raison de la nature de ces propos, et des circonstances dans lesquelles ils sont émis, d’une faute personnelle engageant sa responsabilité pécuniaire vis-à-vis des pères de famille, et relevant de l’autorité judiciaire, mais que, dans d’autres cas, la violation de la neutralité religieuse pourrait constituer une faute administrative, engageant, non plus la responsabilité personnelle du maître, mais la responsabilité de l’Etat, et relevant du Conseil d’Etat ». L'affaire reste donc dans le domaine du civil, au grand dam de la Ligue de l'enseignement qui prétendait à un passe-droit pour les fonctionnaires de l'enseignement laïc.

### Projets de loi de Doumergue (juin 1908)

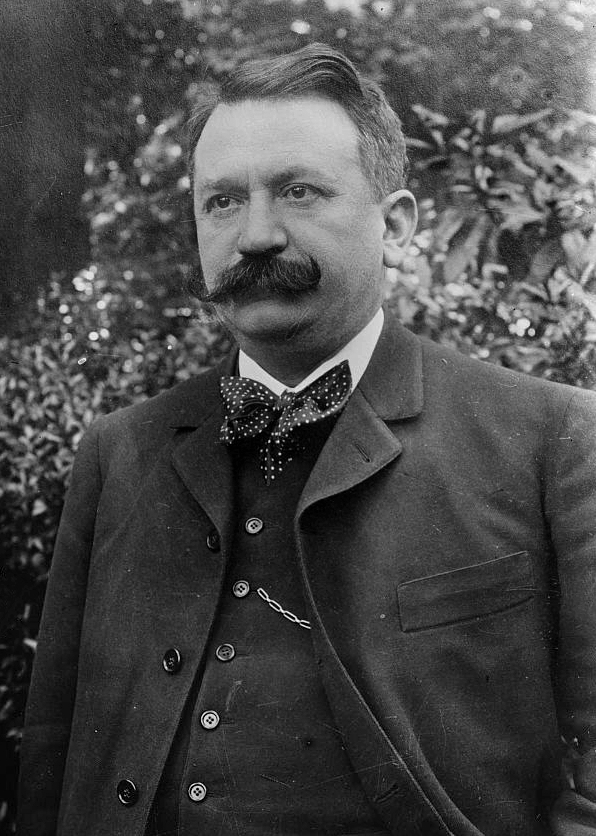
Gaston Doumergue, ministre de l'Instruction publique au moment de l'affaire Morizot.

Devant les revendications de l'enseignement laïc et les pressions des radicaux, Gaston Doumergue, ministre de l'Instruction publique du gouvernement Georges Clemenceau et franc-maçon, dépose les 23 et 30 juin 1908 trois projets de loi distincts, qualifiés de « défense laïque ».
Le premier vise à mettre en application les amendes — prévues par la loi de l'obligation — pour les pères de famille qui défendent à leurs enfants de suivre tout ou partie de l'enseignement obligatoire à l'école. Ces pénalités financières sont également applicables aux personnes qui inciteraient les parents à ce genre d'attitude, ce qui vise clairement les associations catholiques. Le deuxième projet, « pour éviter aux instituteurs la menace d'actions personnelles en justice », substitue la responsabilité de l’État à celle des maîtres d'école pour les fautes commises dans l'exercice de leurs fonctions. Le troisième projet vise à étendre l'obligation de détenir un certificat d'aptitude pédagogique aux instituteurs de l'enseignement privé.
Arthur Dessoye, représentant la Ligue de l'enseignement, est le rapporteur de ces projets de loi. Si les défenseurs de l'école laïque sont satisfaits par ces projets, les catholiques, eux, jugent la provocation insupportable, ce qui déclenche des remous importants dans la société française. Un certain nombre de députés catholiques, dont Henri-Constant Groussau, député du Nord, protestent avec vigueur à la Chambre. Quant au célèbre polémiste Édouard Drumont, il n'hésite pas à qualifier Doumergue d'« échappé de la Saint-Barthélémy » dans La Libre Parole du 26 juin 1908.

### Déclaration aux pères de famille(septembre 1908)

#### Une élaboration en hâte
Entre juillet et août 1908, le secrétaire d'état de Pie X, le cardinal Merry del Val, se concerte avec un certain nombre de prélats français pour organiser la riposte. Un document est rédigé par quatre ecclésiastiques bénéficiant de la confiance de Rome pour déterminer « l'attitude à prendre en face du double projet de loi destiné à combattre l'action des pères de famille en cas de violation de la neutralité scolaire » : le cardinal Lecot, archevêque de Bordeaux, le cardinal Coullié, archevêque de Lyon, le cardinal Luçon, archevêque de Reims, et le cardinal Andrieu, évêque de Marseille. En août 1908, la Déclaration des cardinaux, archevêques et évêques de France aux pères de famille de leur pays est envoyée aux évêques métropolitains afin de recueillir leurs signatures et celles de leurs suffragants, ce qui dénote d'un changement par rapport à l'autonomie de l'épiscopat français durant les années des débats sur la Séparation ; dans cet épisode s'affirme clairement la prépondérance du Vatican.

Les cardinaux auteurs de la Déclaration
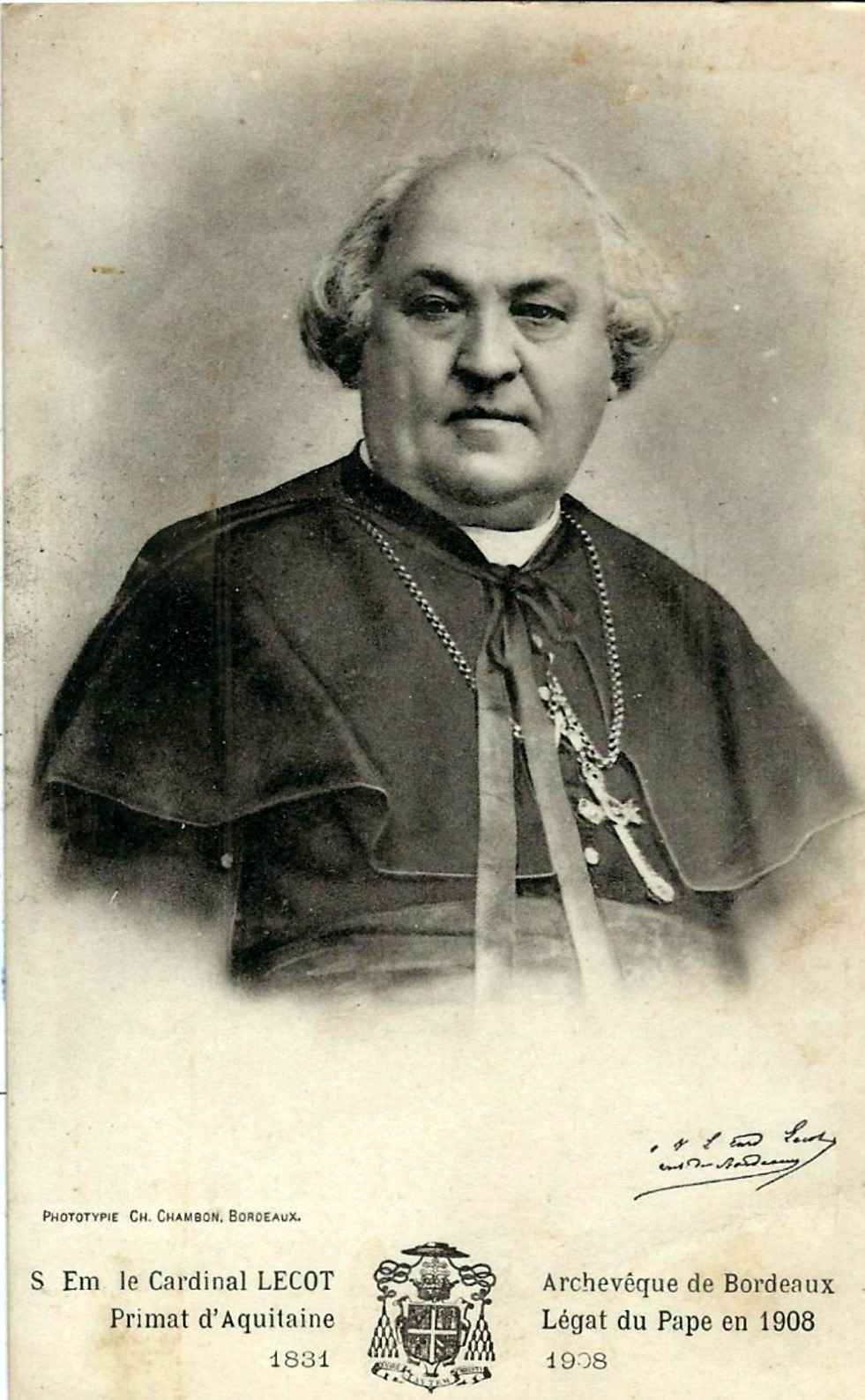
Victor Lecot, archevêque de Bordeaux.
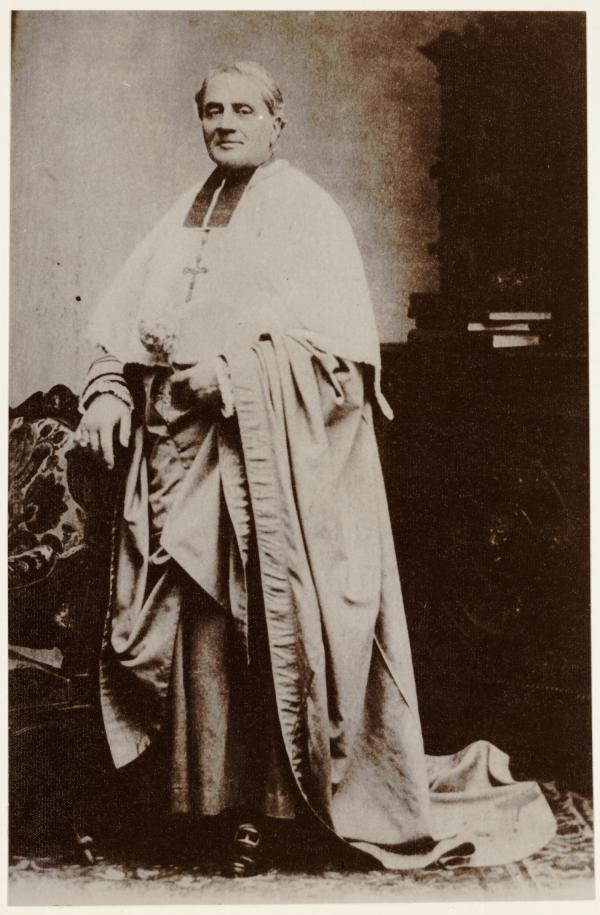
Pierre-Hector Coullié, archevêque de Lyon.
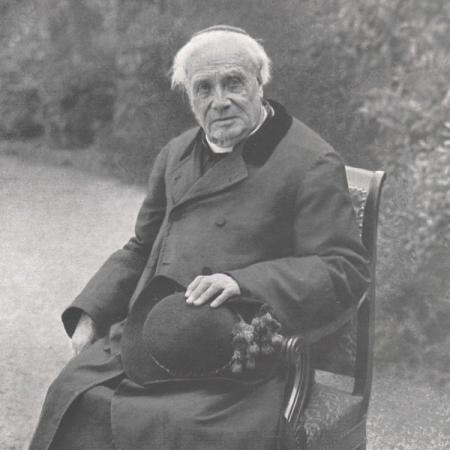
Louis-Joseph Luçon, archevêque de Reims.
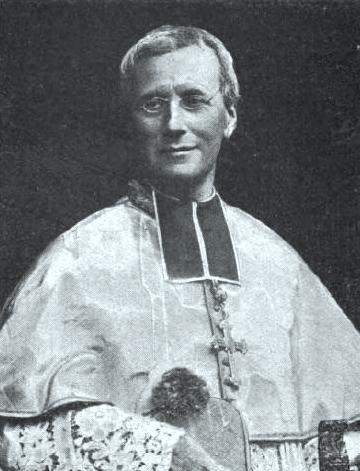
Pierre-Paulin Andrieu, évêque de Marseille.

#### Contenu et publication
Dans la Déclaration, la hiérarchie catholique française annonce clairement qu'il est question des projets de loi de Gaston Doumergue, et explique le sens de sa démarche par le droit des familles à contrôler l'éducation de leurs enfants. Cette Déclaration, précisent les auteurs, est la conséquence de ce que « le Gouvernement déclare ne plus connaître les Évêques », faisant allusion à la loi de 1905 où il est dit que la République ne « reconnaît […] aucun culte » : les ecclésiastiques catholiques sont donc contraints de se faire entendre par un autre canal. D'un ton dur, les signataires déplorent que l’État ait bafoué ses promesses, et que ses projets visent à retirer aux familles tout contrôle sur la neutralité scolaire :

« Que des entraves nombreuses aient été apportées, au cours de ces dernières années, à l'exercice de vos droits en matière d'enseignement et d'éducation, vous ne le savez que trop, et nous ne songeons pas, à cette heure, à reprendre ce pénible sujet. Du moins, la loi contenait une promesse qui, si elle avait été fidèlement gardée, vous donnait une sécurité relative : elle proclamait la stricte neutralité de l'école […] : « Les parents qui confient à l’État leurs enfants ont le droit d'exiger que leurs croyances et leurs sentiments intimes ne soient ni combattus, ni froissés par un enseignement agressif, et, d'autre part, l’État a trop souvent et trop sincèrement réclamé la collaboration de la famille à l'œuvre scolaire pour réprouver sa sollicitude et même son contrôle ». L'on affirme au même endroit, sans hésitation aucune, ce principe que « des garanties doivent être accordées aux pères de famille en vue de leur permettre d'obtenir réparation des fautes commises par les membres de l'enseignement public dans l'exercice de leurs fonctions ». […] Ces engagements ont-ils été toujours tenus dans le passé ? Non. Les nouveaux projets de loi, s'ils venaient à être votés, aideraient-ils à leur faire mieux honneur à l'avenir ? Moins encore. […]
Pères de famille, lisez le dispositif de ces précautions […], vous y verrez que celui d'entre vous dont la conscience aurait été blessée par le texte d'un manuel scolaire imposé à son enfant, pourra porter plainte devant les « autorités compétentes », et même saisir de l'affaire le Ministre de l'Instruction publique. […] Quelle chance y a-t-il que ces « autorités » se déjugent elles-mêmes, en reconnaissant le bien-fondé de votre plainte ? Et quand l'affaire lui sera portée, est-ce que le Ministre de l'Instruction publique prendra fait et cause pour le père de famille ? Comment oser l'espérer ? Nous n'avons pas à chercher bien loin de quoi justifier nos doutes et nos inquiétudes. »

Après avoir rappelé le contenu des projets de lois Doumergue et tiré toutes les conséquences qu'elles auraient pour les catholiques en butte à un enseignement irréligieux, l'épiscopat français conclut sur ses recommandations aux pères de famille :

« Une pareille législation revient à l'expropriation de la famille et à la confiscation de l'enfant : de toutes les tyrannies, c'est la plus odieuse. Pères de famille, nous devions vous mettre sous les yeux ce douloureux état de choses. […]
Que dans votre tâche d'éducateurs naturels l’État s'offre à vous aider, qu'il vous supplée au besoin, soit ! mais qu'il ne pense jamais à vous supplanter. Qu'il ouvre des écoles, qu'il rédige des programmes, qu'il indique quelles connaissances, au jugement des gens compétents, doivent être, comme il dit, « le viatique intellectuel nécessaire à la mise en valeur de la personne humaine », nous l'acceptons. […] Ce que nous demandons, c'est qu'en toutes les formes de ses initiatives et de ses concours, il ne perde jamais de vue le droit primordial de la famille. […]
[P]uisque l'œuvre de l'école s'accomplit premièrement en votre nom, par une délégation d'où vous n'êtes jamais absents, votre droit de la surveiller est absolu. Ajoutons que, vu les circonstances où nous sommes jetés, si vous avez la possibilité, pour faire élever vos enfants, de choisir entre plusieurs écoles, la conscience vous fait un devoir de préférer celle qui donnera le plus de garanties au respect de tous vos droits. En toute hypothèse, vous surveillerez l'école publique ; employant d'abord tous les moyens légaux pour la maintenir dans l'observation de ce que, à défaut d'une expression meilleure, nous appellerons l'honnête neutralité. Que si, ce qu'à Dieu ne plaise, elle s'obstinait à être un péril pour la foi de vos enfants, vous devriez — nous ne cesserons de vous le rappeler et de vous soutenir dans la défense de vos droits — vous devriez leur en interdire l'accès, au prix des suites quelconques pouvant résulter de l'acte de conscience que vous auriez ainsi accompli, en bons français et en bons chrétiens. »

La Déclaration est publiée dans la presse catholique le 12 septembre et lue dans toutes les églises de France le dimanche 20 septembre 1908. Bien qu'elle condamne nettement la législation en projet, elle fait preuve d'une certaine mesure dans le sens qu'elle continue à accorder sa préférence à l'école républicaine, dont elle entend maintenir à tout prix la neutralité en invitant les familles à les surveiller. Il n'est ici que peu question de l'école libre, position qui sera amenée à évoluer par la suite.

### Élaboration d'une nouvelle doctrine (1908-1909)
La détermination des catholiques et les divergences de la majorité républicaine font rapidement échouer les projets Doumergue. Les polémiques s'étant éteintes pour un temps, l'année scolaire 1908-1909 se passe dans un calme relatif, mais la situation reste précaire.

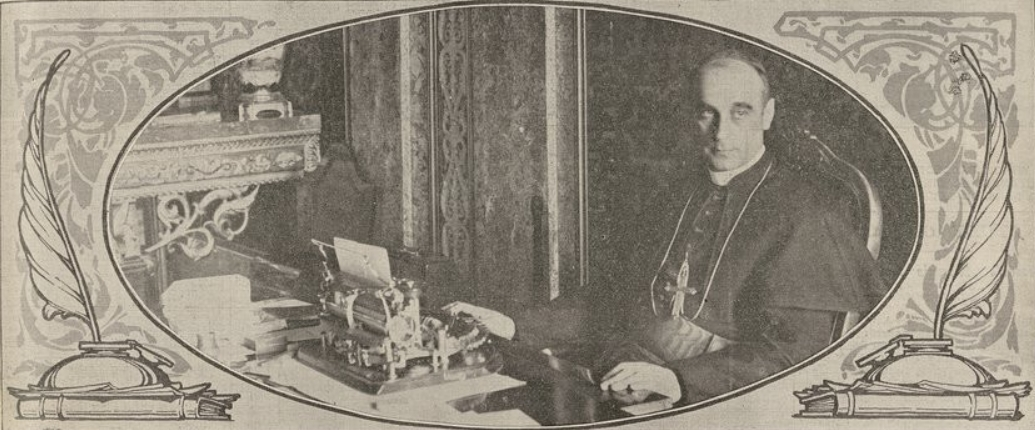
Merry del Val dans son bureau au Vatican, en 1906.

La Déclaration ayant été élaborée dans une grande hâte pour réagir à une aggravation des tensions entre le Gouvernement et les catholiques français, elle n'avait pas l'opportunité d'engager une réflexion en profondeur sur les relations entre l'école et l’Église. Rome et l'épiscopat français étant conscients de l'importance de définir la position de l’Église au sujet de l'enseignement, une nouvelle doctrine va voir le jour. C'est Rafael Merry del Val, l'homme de confiance de Pie X, qui va en prendre l'initiative. Merry del Val, en ces temps d'agitation religieuse partout en Europe, est un cardinal qui n'entend pas céder à la vague de modernisme qui remet en question les traditions religieuses et la doctrine catholique. C'est lui qui a mené le bras de fer contre Aristide Briand dans le cadre de la loi de Séparation, refusant toute compromission du Saint-Siège. Dans le cadre de la guerre scolaire, il va à nouveau faire preuve d'une fermeté inébranlable et mettre au pas ceux des évêques français qui entendent s’accommoder de la neutralité teintée d'hostilité de l'école laïque.

#### Consultation par Merry de Val de l'épiscopat français
Le 14 octobre 1908, Merry del Val écrit aux auteurs de la Déclaration pour leur signifier que le pape les « verrait avec plaisir » conférer avec les trois évêques métropolitains de France (Nord, Sud-Est et Sud-Ouest) « afin d'étudier les mesures à prendre à l'égard de la question scolaire et en référer au Saint-Siège ». Le secrétaire d’État précise que « cet échange de vues [...] pourrait être facilité par des réunions régionales ou provinciales », excluant formellement la tenue d'une assemblée générale qui serait hors de contrôle. Bien plus, il leur suggère une ligne de force : « Sans doute, il n'échappera pas à la pénétration de l'esprit de l'épiscopat que la neutralité de l'école est aussi mauvaise en soi que trompeuse dans son application et que, par suite, une lutte énergique doit être engagée contre elle ».
La consultation se tient à partir de novembre 1908, sous l'égide de l'archevêque de Reims, le cardinal Luçon. Elle a pour but de proposer une solution concrète aux problèmes des catholiques. Les réponses des différents évêchés français ayant été synthétisées, leur avis est de soutenir l'école libre : « [Les écoles libres de filles] ont largement contribué à créer et à multiplier les foyers chrétiens en France. Quoique les écoles de garçons soient plus difficiles à entretenir, quoiqu'elles n'aient pas toujours donné tous les résultats désirables, il est nécessaire d'en avoir pour former des chrétiens convaincus et courageux. Il y a donc lieu de s'imposer tous les sacrifices nécessaires pour maintenir ces deux catégories d'écoles. » Quant aux devoirs du curé vis-à-vis de la direction des parents paroissiens, ils sont les suivants : dans le cas où il n'y a pas d'école libre, les familles devront être encouragées à prendre toutes les mesures pour amender les écoles laïques faisant preuve d'anti-catholicisme ; dans le cas où il existe une école libre, une distinction supplémentaire est nécessaire : si l'école laïque alternative est irréligieuse, les parents doivent scolariser leurs enfants dans l'école libre sous peine de refus de l'absolution, sauf dans le cas des mères de famille contraintes par leur mari ; si l'école laïque est inoffensive, le curé conseillera l'inscription dans l'école libre sans en faire un commandement ; si l'école laïque est bonne, les parents seront laissés libres de leur choix.

#### Premier projet de lettre pastorale
Malgré la fermeté des évêques, le cardinal Merry del Val goûte peu les résultats de la consultation car n'y est nulle part condamnée l'école laïque, cette dernière étant même jugée « bonne » dans un certain nombre de cas. Pour pallier ce qu'il perçoit comme de la pusillanimité, il envoie de nouvelles instructions le 2 décembre 1908 pour amener les évêques à prendre des mesures concrètes. Il demande notamment l'examen des manuels scolaires par l'épiscopat et la publication d'une lettre collective pour dénoncer ceux de ces manuels qui attaqueraient les doctrines de la religion catholique. Pour plus d'efficacité, il en confie la supervision aux quatre cardinaux français auteurs de la Déclaration.

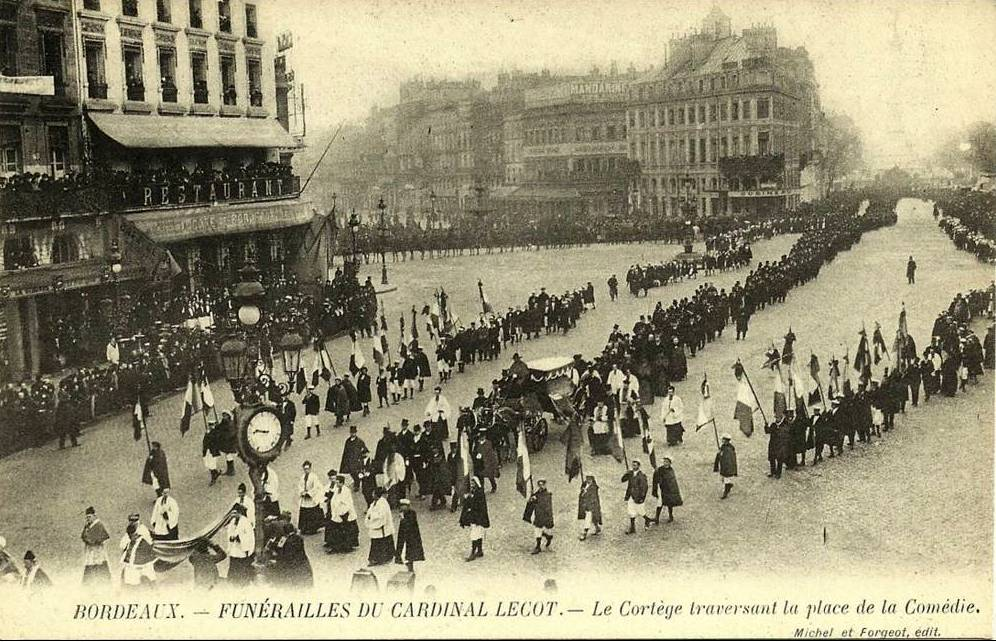
Funérailles du cardinal Victor Lecot.

Les quatre cardinaux se mettent à l'ouvrage, mais la mort du cardinal Lecot les réduit au nombre de trois. Les obsèques du cardinal donneront d'ailleurs lieu à un très grand rassemblement de catholiques sous la surveillance vigilante des forces de l'ordre, qui craignent des débordements. Le 21 décembre 1908, le cardinal Coullié avise Merry del Val que le meilleur moyen de préparer l'offensive sur les périls de l'école laïque est d'obtenir l'assentiment plein et entier des évêques français, mettant en garde contre une directive unilatérale de Rome. Merry del Val ayant donné son accord, le cardinal Coullié fait étudier les manuels par chaque évêque et organise des assemblées provinciales pour en débattre. Si l'assemblée de Paris se montre très modérée, jugeant que peu de phrases de ces manuels heurtent frontalement la doctrine de l’Église, l'assemblée de Besançon relève beaucoup de manuels dangereux, particulièrement ceux qui enseignent l'Histoire :

« Tous ces ouvrages d'Histoire notés comme dangereux ou à proscrire absolument, sont d'inspiration protestante ou rationaliste. S'ils n'attaquent pas toujours ouvertement ou directement l’Église, ils ne manquent jamais l'occasion de la discréditer ou de jeter sur elle, sur son rôle, sur son action, la suspicion et le mépris. Ils taisent systématiquement les services matériels, moraux, intellectuels, sociaux qu'elle a rendus à l'humanité. […] Ils exaltent la Réforme de Luther et Calvin, […] les philosophes du XVIIIe siècle […]. L'histoire de la monarchie, comme celle de l’Église, est odieusement travestie, les crimes de la Révolution prudemment passés sous silence. L'histoire telle qu'elle s'enseigne dans ces manuels est bien la plus odieuse conspiration contre la vérité et la plus infernale entreprise de déchristianisation de l'enfance. »

D'autre part, toutes les assemblées déconseillent l'usage du refus de la première communion aux enfants qui continueraient à fréquenter de mauvaises écoles. Elles font part de réserves sur l'écriture d'une lettre collective, craignant que l'épiscopat soit mal compris du peuple, préférant résoudre chaque conflit séparément et redoutant d'être mis devant le fait accompli par Rome. Mgr Coullié a donc fort à faire pour concilier les préventions de l'épiscopat français et les injonctions de Merry del Val ; son projet de lettre est finalisé en mars 1909.

### LaLettre pastoraledes évêques (septembre 1909)
Les cardinaux français rencontrent Merry del Val à Rome pour les fêtes de la béatification de Jeanne d'Arc, en avril 1909. Le projet, jugé sévèrement par le secrétaire d'état du Saint-Siège, est désavoué et enterré ; seul en subsistera la liste des ouvrages à condamner. Sous la direction de Merry del Val, les cardinaux restent à Rome pour réécrire la lettre collective, écartant définitivement l'épiscopat français. D'après André Lanfrey, la version finale, titrée Lettre pastorale des cardinaux, archevêques et évêques de France sur les droits et les devoirs des parents relativement à l'école, porte essentiellement l'empreinte du cardinal Andrieu. Elle est ensuite signée par tous les évêques, archevêques et cardinaux de France.
Datée du 14 septembre 1909, publiée dans La Croix le 28 septembre et lue en chaire le dimanche 3 octobre, elle réaffirme le droit des familles à diriger l'éducation de leur progéniture et récuse tout aussi bien les droits de l'enfant que la prétention de l’État au monopole de l'enseignement :

« La famille est une société que Dieu a établie et que l'homme ne peut détruire. Quoi qu'en disent certains philosophes, imbus des erreurs grossières du paganisme, elle doit vivre dans l’État, sans se confondre avec lui. C'est à vous, pères et mères, que les enfants appartiennent, puisqu'ils sont l'os de vos os et la chair de votre chair, et c'est vous qui, après leur avoir donné la vie du corps, avez le droit imprescriptible de les initier à la vie de l'âme. Dans l'œuvre de l'éducation, l’État peut vous aider et vous suppléer, mais non vous supplanter. C'est à tort qu'il invoque, pour justifier ses prétentions, ce qu'on appelle le droit de l'enfant. L'enfant n'a pas de droit qui puisse prévaloir contre les droits de Dieu, en qui nous sommes obligés, dès l'éveil de notre raison, de reconnaître notre principe et notre fin ; il n'a pas, notamment, le droit de refuser jusqu'à dix-huit ans, selon la théorie d'un sophiste qui fut un mauvais père, l'instruction religieuse que les parents sont tenus de lui donner ou de lui faire donner. »

Elle attaque sans nuances le principe de neutralité de l'école publique, qu'elle qualifie de « déplorable erreur », voire de « dessein perfide » et de « principe faux en lui-même et désastreux dans ses conséquences » :

« N'est-il pas permis de voir dans la suppression de tout enseignement religieux à l'école l'une des principales causes du mal profond dont souffre la France et qui atteint à la fois la famille, la morale et le patriotisme ? »

Les instituteurs — dont il est vrai qu'ils forment un milieu perméable au socialisme et au laïcisme — sont accusés d'être un certain nombre à abuser de la confiance de leurs élèves via des manuels dangereux et à outrager leur foi par leur enseignement. L'épiscopat français recommande donc une vigilance attentive de la part des familles vis-à-vis de l'école publique : « Il faut que vous connaissiez les maîtres qui la dirigent et l'enseignement qu'ils y donnent. Rien de ce qui est mis entre les mains et sous les yeux de vos enfants ne doit échapper à votre sollicitude : livres, cahiers, images, tout doit être contrôlé par vous. »

#### Condamnation des manuels

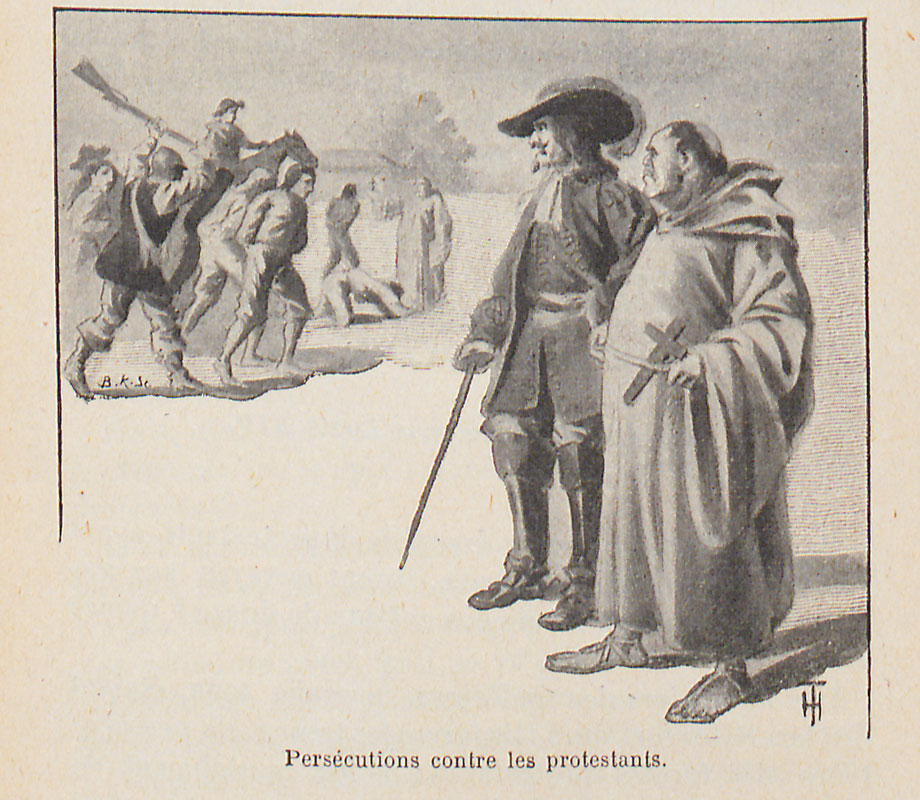
L’Église catholique prêtant son concours aux dragonnades. Illustration des Leçons de morale d'Albert Bayet.

Quatorze manuels sont prohibés par l'épiscopat dans une liste jointe à la Lettre pastorale :
- La Morale à l’école de Jules Payot ;
- Cours de morale de Jules Payot ;
- Leçons de morale d'Albert Bayet ;
- Manuel d'éducation morale civique et sociale, de E. Primaire ;
- Manuel de lectures classiques, de E. Primaire ;
- Éléments d’instruction civique, d'Alphonse Aulard ;
- Histoire de France, de E. Devinat ;
- Histoire de France, de Gauthier et Deschamps ;
- Histoire de France, d'Aulard et Debidour ;
- Histoire de France, de Léon Brossolette[N 2] ;
- Histoire de France, de Guiot et Mane ;
- Histoire de France, de Calvet ;
- Histoire de France, de Rogie et Despiques ;
- Petites lectures sur l'histoire de la civilisation française, de Rogie et Despiques.

Les familles reçoivent l'injonction de retirer leurs enfants d'écoles où de tels manuels seraient en usage, sous peine de refus de l'absolution.

Quelques couvertures de manuels condamnés par la Lettre pastorale
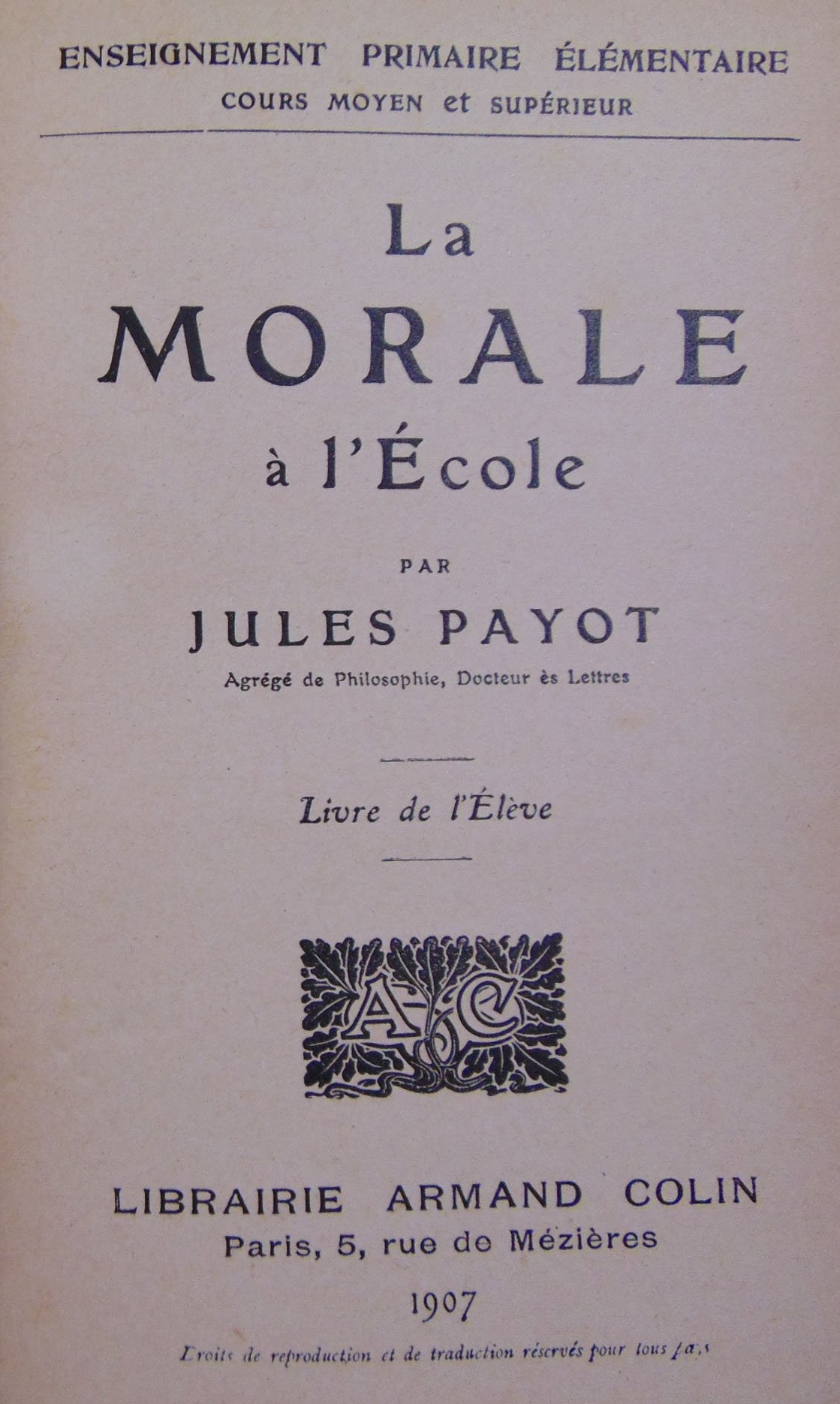
La Morale à l'école, de Jules Payot.
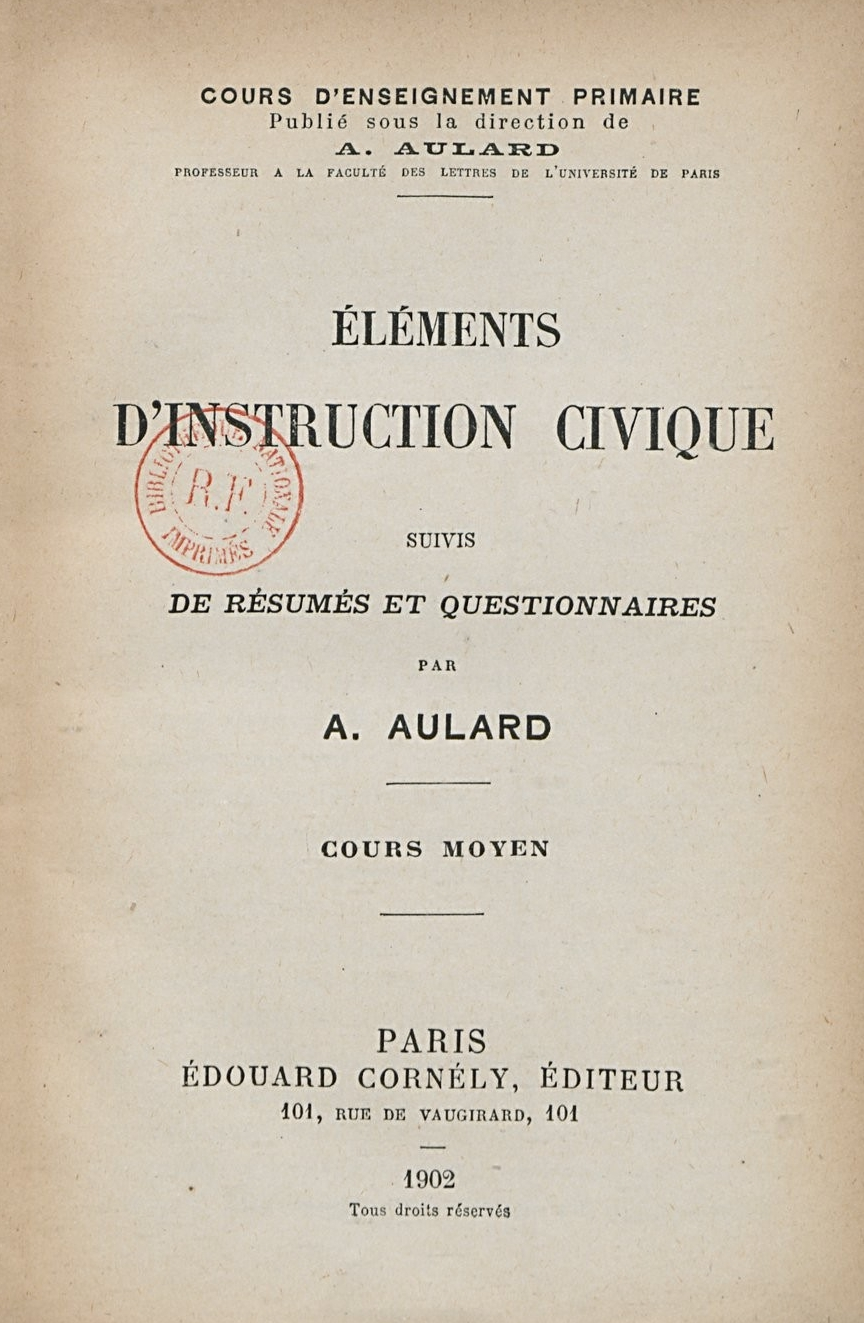
Éléments d'instruction civique, d'Alphonse Aulard.
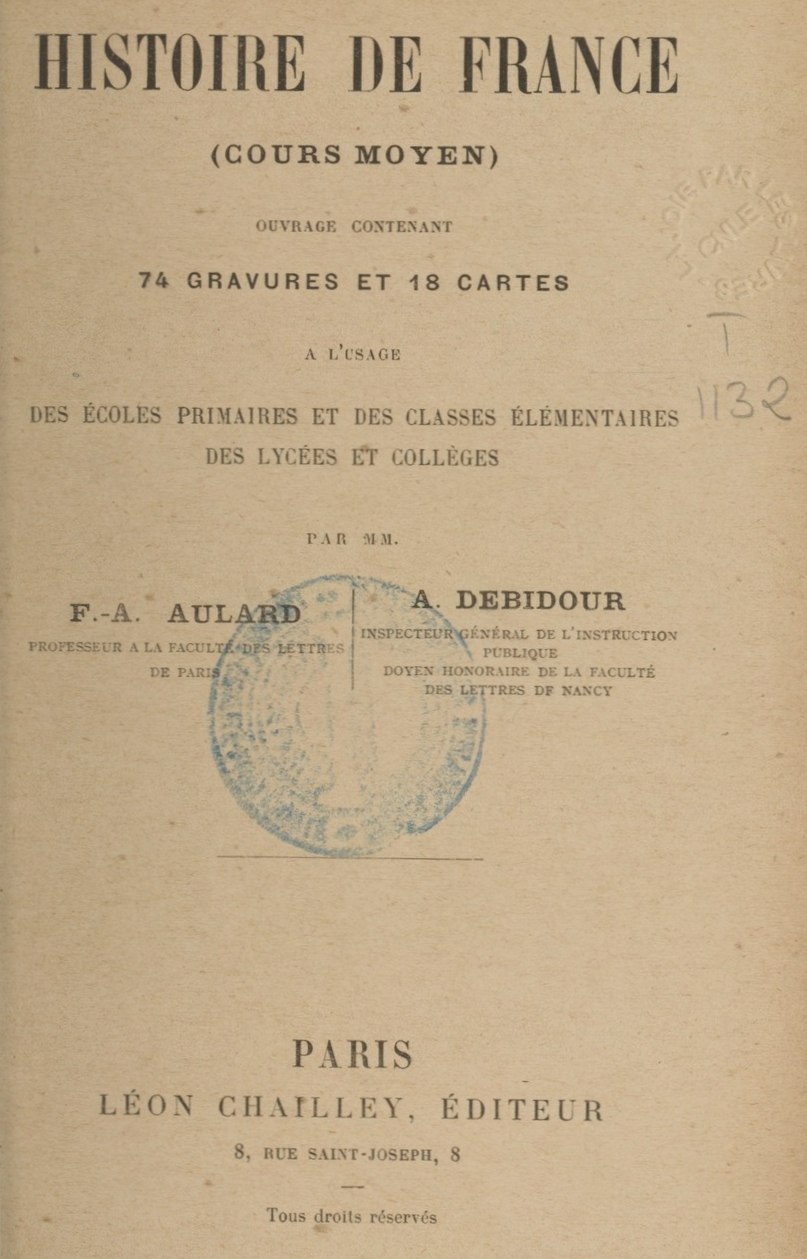
Histoire de France, d'Aulard et Debidour.
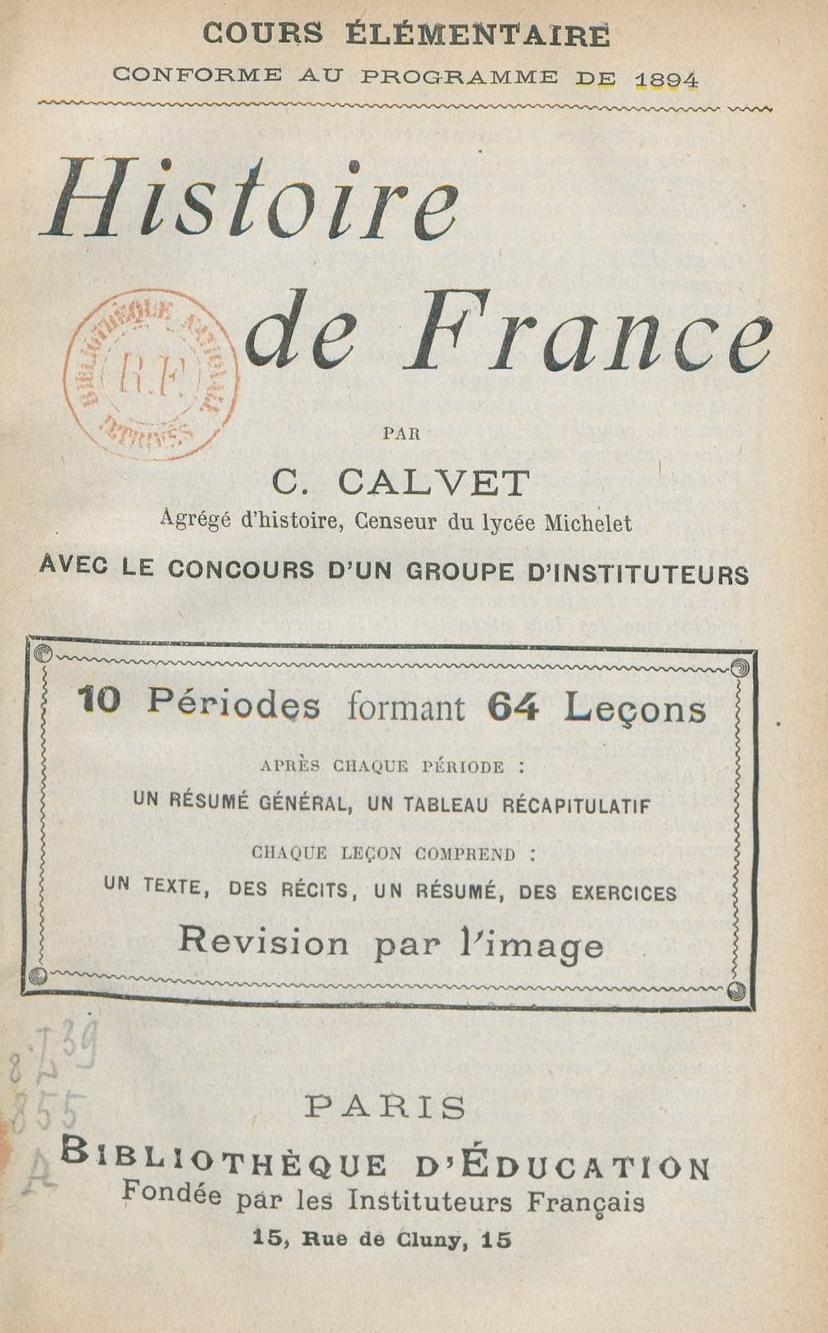
Histoire de France, de C. Calvet.
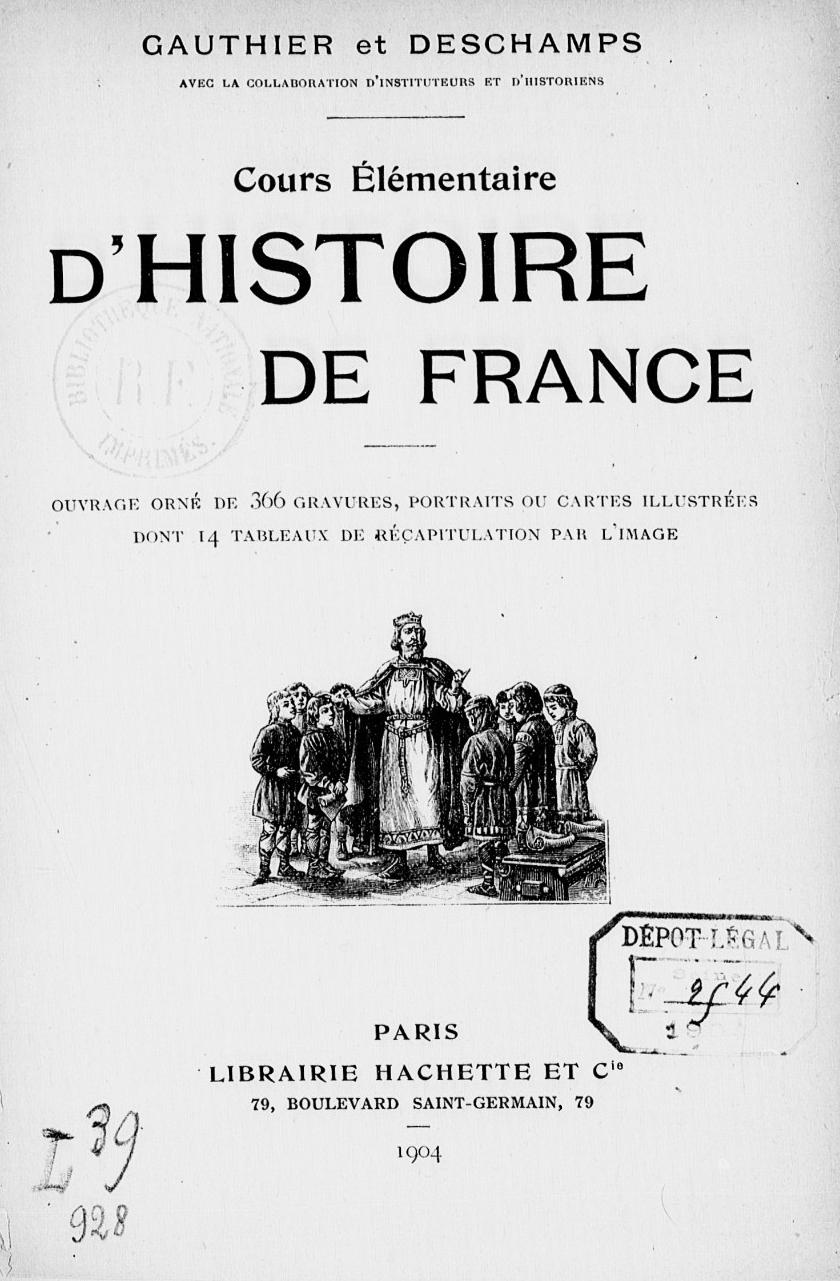
Histoire de France, de Gauthier et Deschamps.

#### Soutien à l'école libre
La lettre donne sans ambages sa préférence à l'« école libre ou catholique », dont elle dit ce qui suit :

« [L'école libre] est celle où le maître possède, avec les attitudes pédagogiques nécessaires, le bonheur de croire et le courage de vivre selon sa croyance […]. L'école chrétienne est celle où le maître inscrit au premier rang de ses programmes la science religieuse, place entre les mains de ses élèves des livres d'une orthodoxie parfaite et crée autour d'eux une atmosphère favorable à l'épanouissement de leur foi et de leur vertu. Cette école, vos enfants devraient la rencontrer partout, et l’État serait tenu, en bonne justice, de la mettre à la disposition des familles. »

Elle remercie également les laïcs engagés dans les écoles libres, prodigue aux congréganistes de « nos chères communautés enseignantes » ses louanges et invite les plus riches à financer la fondation d'écoles chrétiennes :

« Que les personnes favorisées de la fortune se mettent à l’œuvre sans objecter les charges nouvelles qu'une loi funeste, la loi de Séparation, leur a imposées. »

Enfin, les évêques placent le combat contre la neutralité à l'école sous le patronage de la Bienheureuse Jeanne d'Arc.

### Seconde guerre des manuels (1909-1911)
La conséquence de la condamnation de manuels scolaires par la Lettre pastorale est une période d'agitation scolaire connue sous le nom de « seconde guerre des manuels », la première ayant eu lieu à la suite de la loi du 28 mars 1882. Ces troubles atteignent leur paroxysme au cours de l'hiver 1909-1910, bien que leur intensité ait varié en fonction des endroits. Les campagnes sont notamment plus touchées que les aires urbaines.
Les curés, en plus de faire appliquer les interdits sur les manuels scolaires ou sur les écoles suspectées d'irréligion, joignent parfois le geste à la parole en ordonnant aux enfants de déchirer ou de brûler les manuels condamnés. Dès septembre 1909, les évêques les incitent à réciter publiquement chaque jour l’invocation suivante : « Des écoles sans Dieu et des maîtres sans Foi, délivrez-nous Seigneur ! », cette dernière ayant connu un grand retentissement lors de la première guerre scolaire belge. Enfin, leur action se caractérise également par le menace de refuser l'absolution ou les sacrements (baptême, première communion…) aux familles persistant à vouloir scolariser leurs enfants dans des « écoles mauvaises ». Ainsi, dans les Côtes-du-Nord, le préfet se plaint des agissements de Mgr Morelle :

« Je dois vous signaler, d’une manière spéciale, l’ardente campagne menée contre les écoles laïques de mon département par l’évêque de Saint-Brieuc et son clergé. Non contents de susciter, partout, la création de nombreux patronages avec les subsides abondamment fournis par nos adversaires, les prêtres vont sans cesse dans les communes et de maison en maison, déclarant de la manière la plus formelle, aux parents, qu’ils refuseront de laisser faire la première communion à leurs enfants s’ils continuent de fréquenter les établissements laïques. »

#### Rôle des organisations

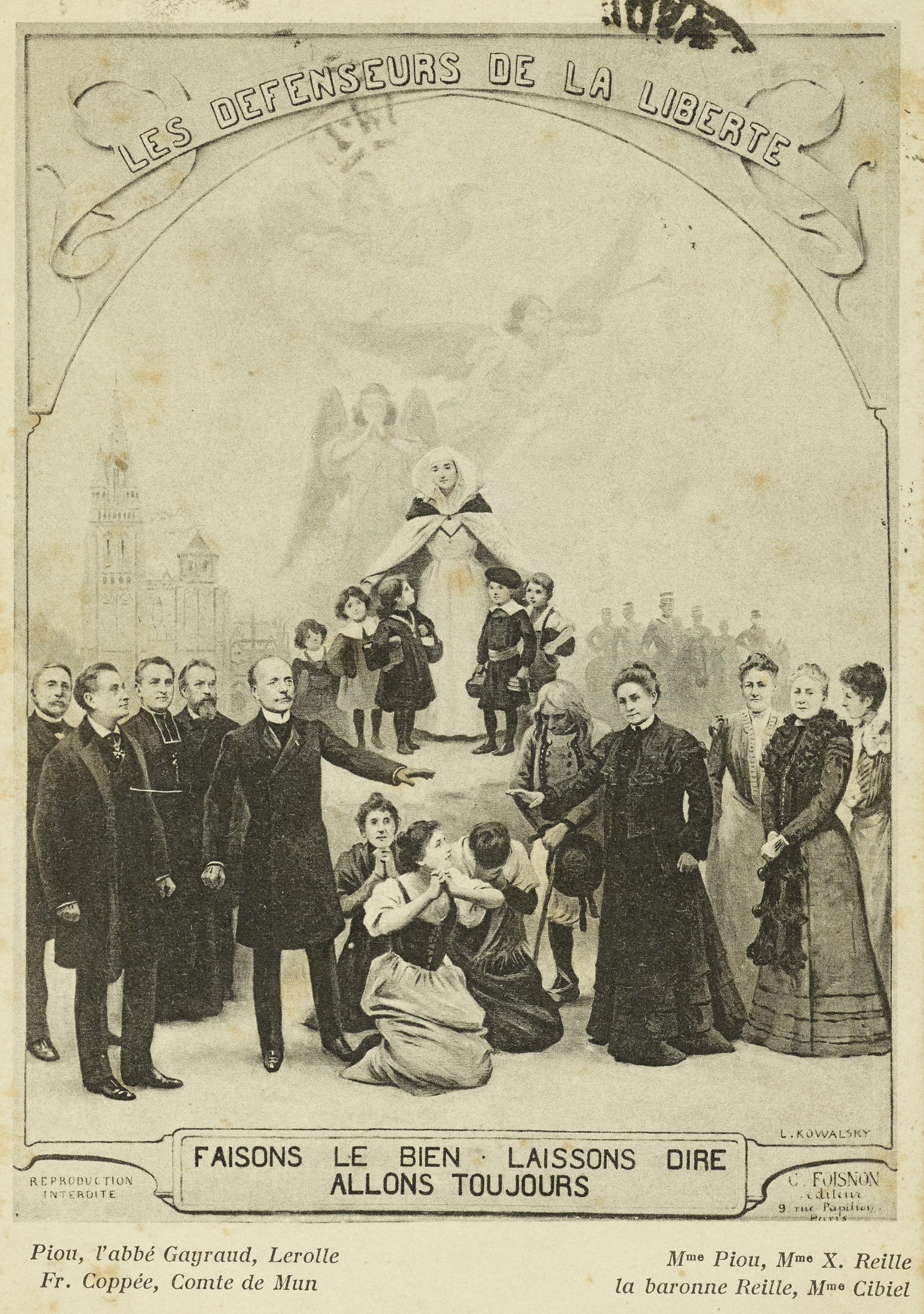
Carte postale de 1903 figurant la baronne Reille, future présidente de la Ligue patriotique des Françaises, aux côtés d'autres personnalités catholiques.

Par rapport à la première « guerre des manuels », celle-ci se distingue par le rôle plus important joué par les associations aux côtés du clergé. La Société générale d’éducation et d’enseignement (SGEE) se montre notamment plus offensive qu'en 1882-1883, défendant avec vigueur les droits des pères de famille. Il est vrai qu'elle doit faire face à la concurrence des associations de pères de famille, qui se rendent vite incontournables. Ces dernières — coordonnées à l'échelon national depuis 1907 par Désiré Gurnaud — se caractérisent par un appel novateur au « droit civique de surveillance de l'école », une acceptation du principe de neutralité scolaire, une ouverture à toutes les confessions et la distance prudente prise vis-à-vis de la hiérarchie catholique : il n'est pas question pour elles d'intégrer des ecclésiastiques dans leur direction. Cette attitude est résumée par cette déclaration de Gurnaud :

« Tout citoyen a sur les affaires publiques un droit de contrôle et de surveillance à l’exercice duquel l’école ne saurait échapper. […] Isolé, timide, résigné à subir en silence l’affront qu’il n’osait pas relever, ou bien mal averti des leçons de l’école, ou bien encore prisonnier par ses fonctions d’un État qui, trop souvent, en échange de pain qu’il donne, exige le don de la conscience, le père de famille hésitait à revendiquer son droit. »

Au contraire, les conservateurs de la SGEE considèrent que la mobilisation doit être encadrée par l'épiscopat, seul habilité à juger de la compatibilité de l'enseignement avec les doctrines de l’Église. Contestant la primauté de Gurnaud, ils suscitent avec succès une officine concurrente début 1911, l'Union générale des associations catholiques de chefs de famille. C'est sous son égide qu'ils vont rassembler toutes les mobilisations à caractère confessionnel. Ils reçoivent également le soutien de l'épiscopat ; ainsi Mgr Chesnelong donne sa préférence aux associations « catholiques par leur recrutement et le but qu’elles visent, à savoir le respect de notre foi catholique dans l’enseignement public ». Rejoints par l'Action libérale populaire — qui, à l'appel de Jacques Piou, soutenait initialement Gurnaud — ils vont rester maîtres du terrain associatif.
Parmi les autres associations impliquées et qui vont passer dans leur mouvance, on peut citer la Ligue des femmes françaises (LFF), la Ligue patriotique des Françaises (LPF) et l'Association catholique de la jeunesse française (ACJF). Le rôle des femmes est en effet de première importance dans ce militantisme scolaire. La force de la mobilisation des laïcs tient beaucoup à l'interpénétration de ces associations, ce qui favorise la coordination des actions sur le terrain : collectes de fonds, rédaction et distribution de tracts, diffusion du journal La Croix, conférences et groupes de discussion font florès pour convaincre les indécis,.

#### Particularismes régionaux
Dans les régions où le catholicisme est le plus fermement implanté, les notables locaux pèsent de tout leur poids pour appuyer les recommandations des curés. Certains châtelains vont même jusqu'à exercer un chantage sur les personnes qu'ils emploient, comme le personnel de maison, les ouvriers ou les fermiers, qu'ils incitent fermement à ne pas scolariser leurs enfants à l'école laïque, rappelant en cela les pratiques de la première « guerre des manuels ». Par exemple, le 31 décembre 1910, l'inspecteur de l'Académie de Rennes appelle l'attention du ministre de l'Instruction publique sur les faits suivants :

« Les hobereaux, d’ailleurs, sont là qui viennent à la rescousse. J’ai sous les yeux la lettre autographe de l’un d'eux, marquis de Menon, adressé sous la date du 9 octobre dernier à ses fermiers du canton de Saint-Aubin-d'Aubigné (arrondissement de Rennes). On y lit : “Je tiens à vous informer qu’il y a à Saint-Aubin actuellement une école chrétienne pour les garçons. Je tiens beaucoup à ce que les enfants de mes fermiers y soient tous. Vous aurez donc à cœur d’obtempérer à ma volonté, et de faire entrer tous vos enfants à l’école chrétienne dans le courant de la semaine. Je ferai en sorte d’être informé.” Ce qui revient à dire que le fermier, l’ouvrier agricole, n’a, lui aussi, le choix qu’entre deux possibilités, la perte de son gagne-pain ou l’inscription de ses enfants à l’école chrétienne. »

Certaines des régions touchées lient le combat pour le catholicisme à une résistance historique au jacobinisme centralisateur. La Flandre française, la Savoie et la Bretagne sont de celles-là. Dans cette dernière, les curés du Finistère décident de lire une traduction en langue bretonne de la Lettre collective des évêques, lui donnant une audience considérable.

#### Attitude de la fonction publique

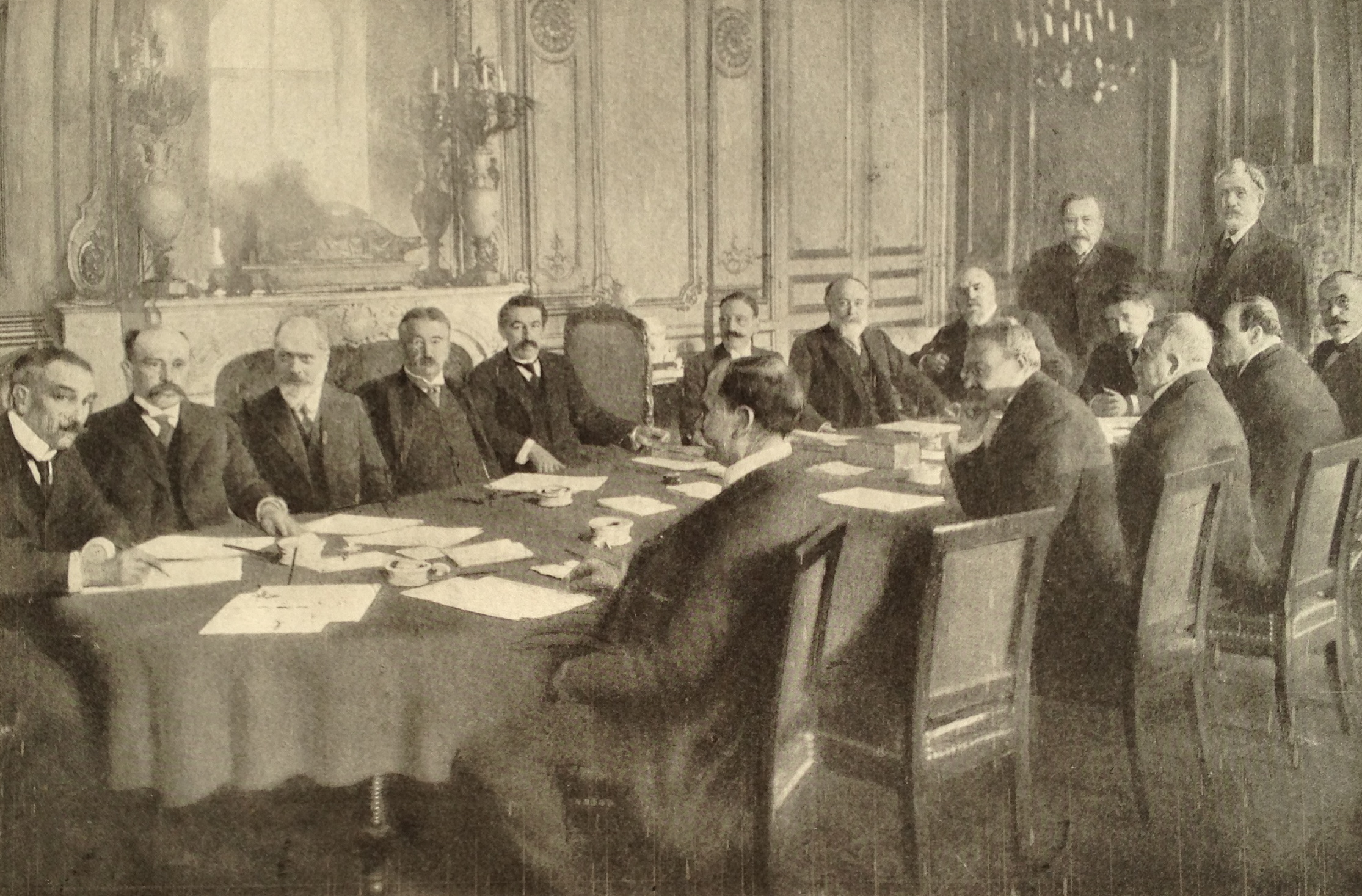
Photographie du deuxième gouvernement Briand. Au cours des deux cabinets successifs qu'il forme, Briand dispose du ministère de l'Intérieur et de celui des Cultes du 24 juillet 1909 au 27 février 1911.

Devant la généralisation des troubles, le président du Conseil Aristide Briand, qui détient en sus le portefeuille de l'Intérieur, demande le 19 octobre 1909 des rapports sur la situation à tous les préfets, ce qui permet d'avoir une description circonstanciée des événements de chaque région. Ces rapports, en plus de rapporter les faits, tentent également d'analyser la situation locale, avec un regard habituellement hostile à l’Église. Ainsi, le rapport du 28 octobre du préfet de la Manche détaille de la manière suivante le fond religieux des Normands :

« Le Normand est traditionnellement catholique, pas clérical, pas convaincu, mais attaché cependant aux formes séculaires d’une religion sans les gestes et les rites de laquelle il considère la vie comme incomplète. Il envoie femme, enfants et domestiques de la maison aux offices, les y conduit quelquefois et les attend généralement aux cabarets ; mais s’il est sans conviction, il veut cependant un baptême, une première communion, un enterrement. Ce sont là prétexte à réunions, à beuveries, à fêtes, où les satisfactions corporelles dominent de beaucoup les spirituelles. C’est au moment de ces divers actes et en particulier à Pâques, au moment des confessions et, pour les enfants, au moment des premières communions, que la lutte des évêques et la propagande ardente qui pourra succéder produiront leur plein et entier effet. »

Les instituteurs, quant à eux, ne sont pas en reste dans les provocations. Les amicales d'instituteurs s'engagent à maintenir les manuels condamnés par l'épiscopat, voire ne recommandent plus que l'usage de ceux-là. Ils procèdent également à l'exclusion des élèves récalcitrants, si bien qu'en février 1910 on compte 3 000 écoliers exclus de l'école laïque. En riposte, les curés ne manquent de remettre à ces derniers la « médaille d'honneur des petits exclus ».

#### Effets immédiats
L'offensive des curés et des associations de pères de famille, si elle ne parvient à faire retirer les livres incriminés que d'une cinquantaine d'écoles, apporte en revanche un dynamisme sans précédent à l'enseignement libre : en Vendée, par exemple, entre le 31 juillet 1908 et le 31 juillet 1911, les effectifs des établissements laïques chutent de 13,5 % tandis que ceux des écoles catholiques augmentent de 23 %.
Toutefois, cette offensive scolaire attire également sur l'épiscopat français l'hostilité de l'Alliance démocratique, dont les chefs, Raymond Poincaré et Louis Barthou, critiquent l'intransigeance de la hiérarchie catholique.

### Reprise de la«défense laïque»(1910-1914)

#### Nouvel échec des projets de loi à la Chambre
Devant la condamnation par la hiérarchie catholique de l'école laïque et leur plaidoyer pour l'école libre, les radicaux et l'extrême-gauche décident en 1910 une reprise de l'offensive en matière de législation laïque. Pour ce faire, ils exhument les projets de Gaston Doumergue qu'ils tentent à nouveau de faire voter. Les débats parlementaires qu'ils suscitent sont très agités, donnant lieu à de véritables joutes oratoires entre les députés catholiques et la majorité gouvernementale.
Le 18 janvier 1910, le député nationaliste Maurice Barrès s'exprime à la Chambre des députés, les manuels contestés à la main. D'après lui, les instituteurs s'attaquent à la morale catholique sans rien proposer en échange que des doctrines laïques (spiritualisme, matérialisme, utilitarisme, etc.) incompatibles entre elles. Il accuse également les promoteurs de la neutralité scolaire de « dégrade[r] une civilisation, un ensemble de délicatesses morales que vingt siècles ont créés » et propose un « concordat des familles » pour protéger l'école publique du fanatisme des fonctionnaires de l'Instruction publique. Trois jours plus tard, le socialiste Jean Jaurès lui répond en prononçant devant les députés son célèbre discours « Pour la laïque ». Il décèle dans la résistance scolaire de l’Église une position rétrograde destinée à disparaître dans le mouvement de la modernité et fait cette prédiction aux catholiques :

« L’Église catholique ne peut plus se mouvoir sans se mouvoir dans le sens du siècle : ou elle est obligée de s'arrêter, de s'immobiliser, de devenir par là une puissance rétrograde ; ou, dès qu'elle essaye de faire un pas, un geste, un mouvement, dès qu'elle essaye de secouer la torpeur, la routine d'une puissance séculaire et endormie, c'est dans le sens de l'esprit du siècle qu'elle est obligée de se mouvoir. Et moi je vous dis : quoi que vous fassiez, ou vous périrez, ou vous ferez à la science, à la démocratie, à la liberté, de nouvelles et si fortes concessions que tous les enfants de la patrie pourront se réunir, dans une entente commune. (Vifs applaudissements à gauche et à l'extrême gauche.) »

Le 10 mars 1910, Henri-Constant Groussau monte à la tribune de la Chambre pour critiquer la loi du 28 mars 1882, à laquelle il oppose « les droits de la conscience individuelle qui ne sauraient être violés par la loi. La désobéissance d’un seul s’appelle un délit. La désobéissance de milliers et de centaines de milliers s’appelle un mouvement d’opinion qui peut en imposer au Parlement lui-même ». Il menace également de médiatiser tous les procès contre des parents qui auraient retiré leurs enfants de l’école : « Vous pouvez opprimer les catholiques, vous ne les asservirez jamais. Les catholiques s’attendent à tout, ils n’ont peur de rien ! »
In fine, les lois Doumergue ne parviennent pas à être votées par la Chambre. En effet, les républicains, bien que majoritaires, ne réussissent pas à s'accorder sur une position commune. Certains députés, dans la ligne de Doumergue, souhaitent une politique purement répressive et veulent imposer le monopole de l’enseignement de l’État. D'autres au contraire, voient le problème dans une perspective plus large par le biais de mesures sociales visant à favoriser la fréquentation des écoles ou se font les avocats d'une « défense laïque » respectueuse des familles, en permettant une certaine expression des parents au travers d'organismes comme les conseils d'école.

#### Divergences entre le Gouvernement et les instituteurs
Les instituteurs eux-mêmes ne sont pas tous en phase avec les propositions gouvernementales. Si la Ligue de l'enseignement soutient en majorité les projets Doumergue, qu'elle avait appelés de ses vœux, les Amicales d'instituteurs s'opposent à l'offensive législative du Gouvernement. Émile Glay écrit ainsi : « Les instituteurs n'ont aucun intérêt à ce que l'on fasse des lois de circonstance qui pourraient avoir comme résultat la suppression du droit de critique de l'école laïque ». Jaurès abonde dans leur sens : « Plus les instituteurs seront défendus par l’État, plus ils auront besoin de se défendre contre l’État ».
Pour montrer que les instituteurs n'ont pas besoin de l’État pour se défendre, les Amicales choisissent l'« action directe » et se rapprochent des juristes de la Ligue des droits de l'homme — ignorant avec ostentation le soutien juridique offert par la Ligue de l'enseignement — pour intenter des procès aux évêques, sur la base de leur lettre de 1909. En février 1910, elles obtiennent la condamnation du cardinal Luçon devant le tribunal de Reims pour diffamation du corps des instituteurs, ce qu'elles jugent une réussite plus marquante que l'enlisement des projets de Doumergue.

#### Reprise en main par les radicaux

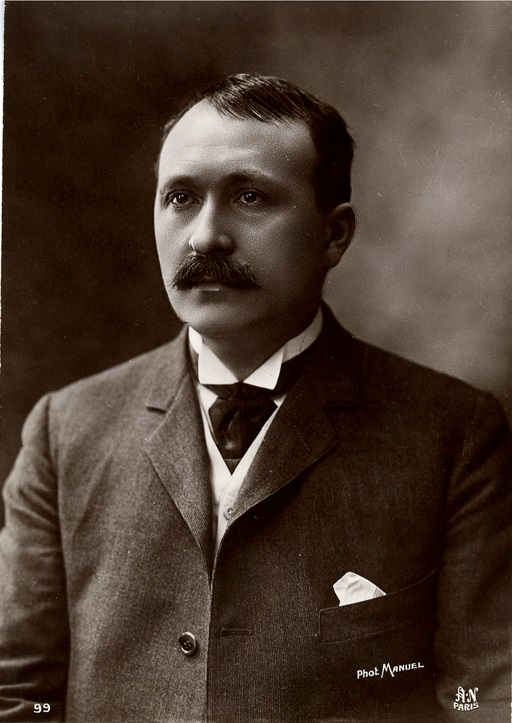
René Viviani, ministre de l'instruction publique et des Beaux-Arts du 22 décembre 1913 au 2 juin 1914.

En 1911, Théodore Steeg, protestant et nouveau ministre de l'Instruction publique, lance un défi à l'épiscopat en rendant obligatoires les manuels mis à l'index. Cette mesure a valeur de revanche, car Instruction morale et civique : l'homme et le citoyen, écrit par son père Jules Steeg, était l'un des quatre manuels mis à l'index par l’Église catholique lors de la première guerre des manuels de 1882.
En 1913, Louis Barthou, l'un des dirigeants de l'Alliance démocratique — la composante la plus à droite de la majorité gouvernementale —, profite de son passage à la présidence du Conseil pour jouer la carte de l'apaisement. Il fait rédiger une circulaire pour donner aux parents d'élèves la possibilité d'exprimer leur avis sur le choix des manuels scolaires, mais doit faire machine arrière devant la levée de boucliers des radicaux. Son gouvernement chutera d'ailleurs le 2 décembre 1913 sous la pression des radicaux qui souhaitaient une réforme de la fiscalité.
Entre janvier et février 1914, Gaston Doumergue, devenu président du Conseil en remplacement de Barthou, repart à la charge et obtient le vote par la Chambre d'une version amendée de son projet de 1908 de « défense laïque », dont le rapporteur est à nouveau Arthur Dessoye. Cette loi donne à l'administration la mission de faire respecter la régularité de la présence des élèves à l'école et la possibilité de punir ceux qui incitent à la grève scolaire d'amendes et de prison. Au cours du débat, le radical Alfred Brard dépose un amendement pour donner à l'État le monopole de l'enseignement, mais cet amendement est rejeté par la Chambre. Le même mois, le ministre de l'Instruction publique de Doumergue, René Viviani, parvient également à faire voter par la Chambre son projet de loi sur les caisses des écoles. Toutefois, la Première Guerre mondiale éclate avant que les projets n'aient été examinés par le Sénat, si bien qu'ils ne seront jamais promulgués.

## Conséquences

### Bilan de la guerre scolaire
Du côté des défenseurs de l'école laïque, le bilan est mitigé : la législation de « défense laïque » n'est finalement pas mise en place, et les plus déterminés ne parviennent pas à obtenir le monopole de l'enseignement qu'ils réclamaient haut et fort. Toutefois, le corps des instituteurs, soutenu par le Gouvernement, a fait front et refusé tout compromis sur la question des manuels scolaires, même au plus fort de la guerre des manuels. Le statu quo est donc maintenu et la neutralité scolaire (plus ou moins teintée d'irréligion) a survécu à la tempête.
Pour le Saint-Siège, la réussite est non négligeable. L'épiscopat français a accepté de se soumettre à la doctrine élaborée par Mgr Merry del Val avec le soutien de Pie X, à savoir que la neutralité scolaire est condamnable. L'école libre en sort renforcée et sera pour de nombreuses décennies au cœur de toutes les sollicitudes de la hiérarchie catholique. Ses effectifs, profitant de la guerre scolaire, ont connu une très forte hausse : ainsi dans le Morbihan, où le nombre d'élèves scolarisés dans les établissements libres augmente de 15,3 % entre 1908 et 1913. De plus, les catholiques, galvanisés par la fermeté des ecclésiastiques, se sont fortement mobilisés et ont retrouvé une ardeur plus combative que lors de la querelle des Inventaires de 1906.

### Évolution ultérieure de la question scolaire
La Première Guerre mondiale et l'Union sacrée qui l'accompagne vont mettre fin aux conflits politiques et religieux. Néanmoins, la question scolaire n'en est pas réglée pour autant : elle s'est juste déplacée, la hiérarchie catholique plaçant ses espérances dans l'école libre plutôt que dans l'école laïque dont la neutralité religieuse a déçu.
Le débat sera rouvert en 1924 par la laïcité militante du Cartel des gauches, à laquelle les catholiques français opposeront les manifestations de la Fédération nationale catholique. Ce sursaut de la question religieuse verra également en 1925 la réaffirmation fracassante par les prélats français de la condamnation de l'école laïque dans leur Déclaration sur les lois dites de laïcité, cette fois sans l'aide — et peut-être au grand dam —[réf. nécessaire] du souverain pontife de l'époque, Pie XI.
Dans une époque bien ultérieure, les heurts entre école privée et école publique reprendront au cours de ce qui sera également qualifié de « guerre scolaire » : une première fois lors des manifestations, infructueuses, des tenants de l'école publique contre la loi Debré de 1959 et une seconde fois avec le mouvement de l'École libre de 1984, par les soutiens du privé, contre la réforme projetée par le ministre socialiste Alain Savary qui est contraint de retirer son projet et démissionne.